# Старогумеровська сільська рада
Старогуме́ровська сільська рада (рос. Старогумеровский сельский совет) — муніципальне утворення у складі Кушнаренковського району Башкортостану, Росія. Адміністративний центр — село Старогумерово.
Станом на 2002 рік існували Старогумеровська сільська рада (села Новоакбашево, Новогумерово, Старогумерово) та Султанаєвська сільська рада (села Новобаскаково, Султанаєво).

## Населення
Населення — 1083 особи (2019, 1226 у 2010, 1351 у 2002).

## Склад
До складу поселення входять такі населені пункти:
| Населений пункт         | Населення, осіб (2002) | Населення, осіб (2010) |
| ----------------------- | ---------------------- | ---------------------- |
| Новоакбашево, присілок  | 64                     | 54                     |
| Новобаскаково, присілок | 9                      | 7                      |
| Новогумерово, присілок  | 151                    | 121                    |
| Султанаєво, село        | 510                    | 463                    |
| Старогумерово, село     | 617                    | 581                    |